# Перрі Мейсон (телесеріал, 1957)
«Перрі Мейсон» (англ. Perry Mason) — американський телесеріал, який транслювався на телеканалі CBS з 21 листопада 1957 по 22 квітня 1966. Головну роль адвоката Перрі Мейсона зіграв Реймонд Берр. Перрі Мейсон — вигаданий персонаж детективних романів американського письменника Ерла Стенлі Ґарднера. Шоу вважається одним з найбільш успішніших в жанрі детективної драми.

## Персонажі
- Перрі Мейсон — адвокат (Реймонд Берр)
- Делла Стріт — секретар Мейсона (Барбара Хейл)
- Пол Дрейк — приватний детектив (Вільям Хоппер)
- Гамільтон Берґер — окружний прокурор (Вільям Телмен)
- Джинн Купер (Лаура Бомонт / Тельма Гілл / Етель Белан / Мері Браун / Міріам Філдінг)
- Лейтенант Артур Треґґ — поліцейський з відділу вбивств (Рей Коллінс)
- Лейтенант Стів Драмм — поліцейський з відділу вбивств (Річард Андерсон)
- Лейтенант Енді Андерсон — поліцейський з відділу вбивств (Веслі Ло)